# روث إيتكن
روث إيتكن (بالإنجليزية: Ruth Aitken)‏ هي لاعبة كرة الشبكة نيوزيلندية، ولدت في 31 يوليو 1956 في Paeroa ‏ في نيوزيلندا.